# Konice
Konice település Csehországban, a Prostějovi járásban. Konice Ochoz, Suchdol, Stražisko, Skřípov, Přemyslovice, Ludmírov, Jesenec, Laškov, Dzbel, Březsko, Budětsko és Brodek u Konice településekkel határos. Lakosainak száma 2664 fő (2024. január 1.).

## Népesség
A település lakosságának változását az alábbi diagram mutatja:
| Lakosok száma | 4392 | 4393 | 4059 | 3050 | 3183 | 3031 | 2757 | 2784 | 2681 | 2664 |
|               | 1869 | 1890 | 1921 | 1950 | 1980 | 2001 | 2017 | 2019 | 2022 | 2024 |